# Александровка (Красногорський район)
Алекса́ндровка (рос. Александровка) — село в Красногорському районі Московської області Російської Федерації.

## Розташування
Село Александровка входить до складу сільського поселення Ільїнське.Воно розташовано на північному березі річки Москви. Найближчі населені пункти Ільїнське, селище будинку відпочинку «Огарьово», Ільїнське-Усово.

## Населення
Станом на 2006 рік у селі проживала 231 особа.